# 临沂轨道交通
临沂轨道交通是山东省临沂市境内的所有轨道交通，正在建设的有费县天蒙旅游区塔山客运缆车，曾经废标，制式为地面缆车，预计2021年8月建成。
由临沂市规划局委托北京城建设计发展集团编制了《临沂市城市轨道交通线网规划》，已形成初步方案，并由市规划委员会和市委常委会研究审议通过，即将报市政府审批。2017年，将做好第一条线路的可行性研究，2018年完成省政府有关部门、国务院有关部委报批，具备开工建设条件。

## 建设项目
费县天蒙旅游区塔山客运缆车于2020年进行过招标，曾经废标。同年，该项目线路设备已安装至T72号，已完成线路设备安装工作量的50％，架设施工货索3条。

## 大事记
- 2015年1月19日-23日，根据省政府有关要求，临沂市将开展城市轨道交通规划研究。市规划局党组成员、副局长张元金带领相关科室、分局负责人员，到苏州、重庆、成都、昆明市规划局，就城市轨道交通规划进行专题考察学习。[5]
- 2016年3月11日，临沂市城市轨道交通线网规划进行公开选聘招标代理中介服务机构。[6]
- 2016年3月30日，临沂市城市轨道交通线网规划项目公开招标。[7]
- 2016年5月5日，《临沂市城市轨道交通线网规划》资料调研座谈会在市规划局第一会议室召开，标志着临沂市轨道交通规划编制和研究工作正式启动。[8]
- 2016年6月1日，临沂市规划局组织召开《临沂市城市轨道交通线网规划》编制方案座谈会。[9]
- 2016年7月19日，市政府副市长边峰在我局主持召开《临沂市轨道交通线网规划（初步方案）》征求意见座谈会。[10]
- 2016年8月5日，《临沂市城市轨道交通线网规划（初步方案）》面向社会公开征求意见和建议。[11]
- 2016年12月1-2日，省住房城乡建设厅在临沂市主持召开了《临沂市城市轨道交通线网规划》技术审查会，专家一致同意通过该规划。[12]
- 2017年2月21日，临沂市规委会在市政府召开。会议审议并原则通过《临沂市城市轨道交通线网规划》。[13]
- 2017年2月28日，市委书记林峰海主持召开市委常委会议，审议并原则通过了《临沂市城市轨道交通线网规划》。[14]
- 2017年4月19日，山东省城市建设管理工作会议在济宁召开。山东省住建厅厅长王玉志表示，“济南、青岛要加快建设,今年建成108公里,到2020年全省建成300公里以上；烟台、潍坊、淄博、济宁、临沂等市要加快前期工作,搞好规划论证,争取早日开工。”[15]
- 2017年9月15日，临沂市城市轨道交通建设工作领导小组办公室发布《临沂市城市轨道交通近期建设规划和首条线路可行性研究报告及相关专题报告编制项目采购需求公示》，临沂市轨道交通轻轨近期建设3条线路，长共计78km，估计投资550.53亿元。[16]
- 2020年，费县地面缆车废标。同年，地面缆车线路设备已经安装工作量的50％。[2][3]